# Центерадзе, Тамара Самсоновна
Тамара Самсоновна Центерадзе (1916 год, село Натанеби, Озургетский уезд, Кутаисская губерния — неизвестно, село Натанеби, Махарадзевский район, Грузинская ССР) — звеньевая колхоза имени Берия Махарадзевского района, Грузинская ССР. Герой Социалистического Труда (1951).

## Биография
Родилась в 1916 году в крестьянской семье в селе Натанеби Озургетского уезда (сегодня — Озургетский муниципалитет). Окончила местную сельскую школу. С раннего возраста трудилась в сельском хозяйстве. Во время коллективизации вступила в местный колхоз имени Берия (с 1953 года — колхоз имени Ленина) Махарадзевского района, председателем которого был Василий Виссаринович Джабуа. Трудилась рядовой колхозницей на чайной плантации, в послевоенное время — звеньевая чаеводов.
В 1950 году звено под её руководством собрало в среднем с каждого гектара по 8230 килограммов сортового чайного листа с площади 2,8 гектаров. Указом Президиума Верховного Совета СССР от 23 июля 1951 года удостоена звания Героя Социалистического Труда за «получение в 1950 году высоких урожаев сортового зелёного чайного листа» с вручением ордена Ленина и золотой медали «Серп и Молот» (№ 6108).
Этим же Указом званием Героя Социалистического Труда были награждены труженики колхоза имени Берия, в том числе бригадиры Валерьян Алексеевич Бабилодзе, Дмитрий Несторович Баканидзе, Иван Кириллович Горгиладзе, Касьян Павлович Тавадзе, Пармен Кириллович Тавадзе, Владимир Илларионович Центерадзе, Василий Геронтиевич Чавлейшвили, звеньевые Мария Евсихиевна Горгиладзе, Нина Владимировна Зоидзе, колхозницы Александра Теопиловна Болквадзе, Александра Самсоновна Гобронидзе.
После выхода на пенсию проживала в родном селе Натанеби Махарадзевского района. Дата смерти не установлена.